# Sydlig ängsskinnbagge
Sydlig ängsskinnbagge (Acetropis gimmerthalii) är en art i insektsordningen halvvingar som tillhör familjen ängsskinnbaggar. Arten kallas även sydlig gräsängsskinnbagge.

## Kännetecken
Den sydliga ängsskinnbaggen har en långsmal kropp med en kroppslängd på 4,5 till 6,5 millimeter. Honan är något bredare än hanen. Färgen är gröngul till brunaktig. På huvudet finns en mörk mittlinje. Halsskölden och skutellen har en ljus mittlinje med mörka kanter. Den tredje tarsleden är svart, i övrigt är benen gulbruna.

## Utbredning
Den sydliga ängsskinnbaggen finns främst i södra Europa. I Sverige har den endast hittats på ett fåtal platser i Blekinge och Småland och detta är också den norra gränsen för artens utbredningsområde. I Skandinavien finns den även i Danmark (mellersta Jylland). Österut finns den till Ryssland.

### Status
Den sydliga ängsskinnbaggen är i Sverige klassad som sårbar av ArtDataBanken. De största hoten mot arten utgörs av igenväxning av dess livsmiljöer.

## Ekologi
Födan består av växtsaft, i Sverige främst från ängsgröe och andra gräs. I Danmark lever den också på sydvårbrodd. Arten lever framför allt på soliga, öppna och magra gräsmarker, gärna på sandjord.

### Fortplantning
Den sydliga ängsskinnbaggen har ofullständig förvandling och genomgår stadierna ägg, nymf och imago. Övervintringen sker som ägg, vilka kläcks på våren. De fullbildade insekterna kan man se från juni till mitten av juli.